# Martha Ileana Espejel Carbajal
Martha Ileana Espejel Carbajal (Ciudad de México, 5 de junio de 1955) es una investigadora mexicana que se especializa en el manejo de ecosistemas costeros y regiones áridas de México, ganadora del Premio Nacional Mérito Ecológico en 2017, la máxima distinción ambiental en el país.

## Biografía
Estudió Biología en la Universidad Nacional Autónoma de México en 1980. Posteriormente cursó su maestría en el Instituto Nacional de Investigaciones sobre Recursos Bióticos en Xalapa y Mérida, donde fue fundadora y directora del proyecto Etnoflora Yucateca. Realizó su Doctorado en Ecología Vegetal en la Universidad de Uppsala en Suecia en 1986.
Visualizar el riesgo de las poblaciones humanas durante su crecimiento poblacional sin tener el cuidado ambiental y como se destruyen los ecosistemas de dunas, la motivó a seguirse preparando y cursar una especialidad en Estudios Avanzados sobre Medio Ambiente y Desarrollo por el Colegio de México en 1997. Actualmente es nivel III del Sistema Nacional de Investigadores y concilia su labor académica como docente-investigadora con los proyectos que abordan temáticas ambientales en diversas regiones áridas de México.

### Trayectoria Profesional
Ileana Espejel tiene más de cuarenta años de experiencia trabajando en el ecosistema de dunas costeras de México, y se le reconoce a nivel nacional como experta en esta área. Empezó a colaborar con la Facultad de Ciencias de la Universidad Autónoma de Baja California en 1989. Durante la década de 1990 fue cofundadora de la Maestría en Manejo de Ecosistemas de Zonas Áridas en la misma institución, posgrado que actualmente se encuentra adscrito al Programa Nacional de Posgrados de Calidad  del Consejo Nacional de Ciencia y Tecnología, dicho programa se ha caracterizado por tener una connotación de ecología aplicada para resolver problemas actuales dentro y afuera de la universidad. En 2011 obtuvo el premio Science and Practice of Ecology & Society por su trayectoria de 20 años generando proyectos de conocimiento científico y académico en aplicaciones prácticas para la comunidad.
Es responsable del grupo académico Manejo de Ecosistemas Costeros en la Universidad Autónoma de Baja California, ha sido cofundadora de una licenciatura en temas ambientales y tres programas de posgrado: la Especialidad en Gestión Ambiental, la Maestría en Manejo de Ecosistemas de Zonas Áridas y el Doctorado en Medio Ambiente. Entre sus proyectos se encuentra el diagnóstico de dunas costeras de México, en colaboración con la Comisión Nacional Forestal, el Instituto de Ecología, El Colegio de la Frontera Sur  y la Universidad Autónoma de Baja California.
Ha realizado más de 30 proyectos ambientales de investigación y planeación ambiental tanto a nivel regional como nacional. Participa en la evaluación de políticas públicas ambientales y propuestas de mejoras a los oficios y tradiciones mediante la incorporación de la ciencia, con enfoque ambiental y un manejo integral de recursos naturales y culturales relacionados con la conservación de la naturaleza, también diseña esquemas de conservación  para la mejora de las prácticas ambientales. En conjunto con la creación instrumentos para planificar el uso del suelo.

## Líneas de investigación
- Gestión ambiental
- Planificación ambiental
- Manejo de ecosistemas costeros[3]

## Publicaciones
Ha escrito más de 80 publicaciones entre ellas se encuentran libros, artículos tanto técnicos como de divulgación científica sobre manejo de dunas costeras y otras cuestiones ambientales.
- Analysis of the Gulf of California cannonball jellyfish fishery as a complex system, 2021.
- Escalera Náutica. Balance para la conclusión de un megaproyecto de larga data en el Mar de Cortés, México, 2020.
- Evaluación del programa de conservación y manejo del Parque Nacional Arrecife Alacranes desde la perspectiva de la gestión de los recursos pesqueros, 2020.[10]
- ¿Estamos investigando la efectividad de las certificaciones ambientales para lograr la sustentabilidad acuícola?, 2017.[11]
- Flora en playas y dunas costeras de México, 2017.
- Costas y mares de México. Manejo Integrado con Amor, CECADESU-SEMARNAT, 2016.
- Evaluation of Governance in the Administration of Protected Areas on the Peninsula of Baja California, 2016.
- La investigación de la gobernanza en México y su aplicabilidad ambiental, 2015.
- From adoption to implementation? An academic perspective on Sustainable Fisheries Management in a developing country, 2015.
- Un modelo cualitativo de la comunidad norte del Golfo de California, México: posibles efectos de explotación pesquera en el ecosistema, 2015.

- El Valle de Guadalupe: Conjugando Tiempos. UABC, 2013.[12]
- Cobertura vegetal y marginación en la costa mexicana, 2009.
- Sol, viento y mar. Alternativas energéticas para el campo. Revista Universitaria de la UABC, 2003.
- Como valorar los animales y las plantas que aparentemente no nos sirven, UABC, 2001.
- Junto al mar... la vida es más sabrosa, 1993.[13]

## Premios
- Premio al Mérito Ecológico en investigación, 2017.
- Mención Honorífica del Premio al Mérito Ecológico (en colaboración), 2014.
- Mérito Académico de la UABC, 2012.
- Ecology and Society Award, 2011.
- Premio Estatal de Ciencia y Tecnología,  2005.
- Premio ambiental de Baja California, Categoría Social, 2003.
- Primer Lugar en Libro de comunicación de la ciencia, Universidad Autónoma de Baja California, 1991.[4][14]